# Makenaide
"Makenaide" (
負けないで) là đĩa đơn thứ 6 của ZARD, được phát hành ngày 27 tháng 1 năm 1993 dưới hãng đĩa b.gram. Đĩa đứng hạng nhất trong tuần trên bảng xếp hạng đĩa đơn của Oricon. Nó được xếp hạng trong 18 tuần và đã bán được 1.645.010 bản.

## Danh sách bài hát
1. Makenaide (負けないで?) [3:49]
Lời: Izumi Sakai
Nhạc: Tetsuro Oda
Biên khúc: Takeshi Hayama
2. Stray Love [4:03]
Lời: Izumi Sakai
Nhạc: Daria Kawashima
Biên khúc: Masao Akashi
3. Makenaide (Original Karaoke) [3:49]
4. Stray Love (Original Karaoke) [4:01][4]

## Sử dụng trong truyền thông
Bài hát "Makenaide" được sử dụng làm:
1. Nhạc kết thúc cho bộ phim truyền hình "Shiratori Reiko de Gozaimasu!" (phiên bản Fuji TV) loạt đầu tiên[5].
2. Nhạc kết thúc thứ 13 cho chương trình "Giải vô địch câu đố Trung học Quốc gia", phát sóng ngày 27 tháng 8 năm 1993[6].
3. Bài hát diễu hành vào hội trường của "Giải bóng chày Trung học lần thứ 66" vào mùa xuân năm 1994[7].

## Giải thưởng
- Đây là đĩa đơn bán chạy nhất và là bài hit hay nhất của ZARD với tổng số đĩa bán được ở tuần thứ 18 là 1.645.010 bản.
- Đĩa đơn này đã:

1. Được chứng nhận Bạch kim kép (tháng 2 năm 1993), Bạch kim ba (tháng 3 năm 1993), Triệu (tháng 4 năm 1993) từ Hiệp hội Công nghiệp Ghi âm Nhật Bản[8].
2. Được huy chương đồng tại Giải thưởng JASRAC năm 1994[9].
3. Nhận được Giải thưởng "5 đĩa đơn xuất sắc nhất" của Giải thưởng Đĩa vàng Nhật Bản lần thứ 8[10].

## Album
- Yureru omoi
- Toki no tsubasa
- ZARD BEST The Single Collection 〜Kiseki〜
- ZARD Cruising & Live ~Genteiban Live CD~
- ZARD BLEND II 〜LEAF & SNOW〜
- Golden Best 〜15th Anniversary〜
- ZARD Request Best 〜beautiful memory〜
- ZARD SINGLE COLLECTION 〜20th ANNIVERSARY〜
- ZARD Forever Best 〜25th Anniversary〜
- COUNTDOWN BEING
- Kimi ga suki da to sakebitai ~Love & Yell~